# Hippoporina dentata
Hippoporina dentata är en mossdjursart som beskrevs av Gontar 1993. Hippoporina dentata ingår i släktet Hippoporina och familjen Bitectiporidae. Inga underarter finns listade i Catalogue of Life.